# نشانه‌دهان‌ها
نشانه‌دهان‌ها (نام علمی: Grammatostomias) نام یک سرده از تیره اژدهاماهیان است.